# Чинизело Балзамо
Чинизело Балзамо (итал. Cinisello Balsamo) град је у Италији у регији Ломбардија. Према процени из 2010. у граду је живело 75.150 становника.

## Становништво
Према резултатима пописа становништва 2011. у општини је живело 71.128 становника.
| 1931.  | 1936.  | 1951.  | 1961.  | 1971.  | 1981.  | 1991.  | 2001.  | 2011.  |
| ------ | ------ | ------ | ------ | ------ | ------ | ------ | ------ | ------ |
| 10.086 | 11.859 | 15.336 | 37.699 | 77.284 | 80.757 | 76.262 | 72.050 | 71.128 |